# Deve Huyuk
Deve Huyuk est un cimetière découvert lors de fouilles archéologiques au nord de la Syrie. Il est daté du IVe siècle av. J.-C. ou du Ve siècle av. J.-C.